# Panzerkampfwagen VI Tiger II

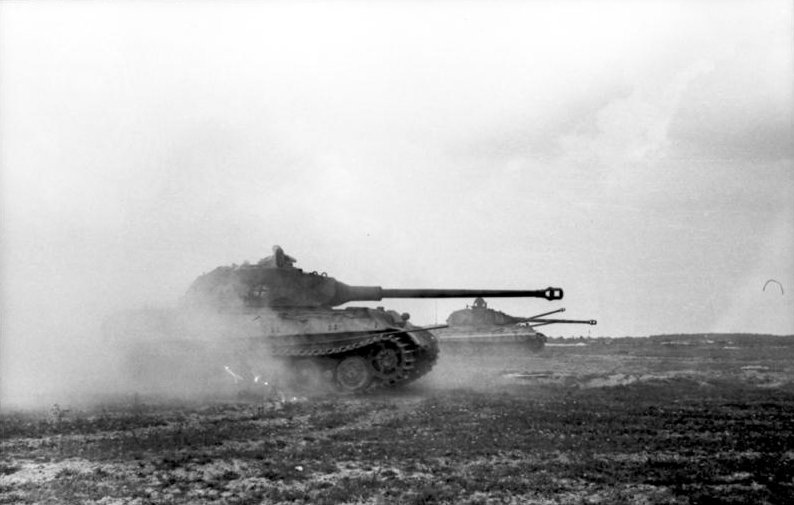
Uma coluna de tanques Tiger II, 1944.

O Panzerkampfwagen Tiger II, ou Königstiger, foi um dos mais poderosos tanques de guerra participantes da Segunda Guerra Mundial em questão de blindagem. Era conhecido como King Tiger pelas tropas Aliadas americanas e britânicas.

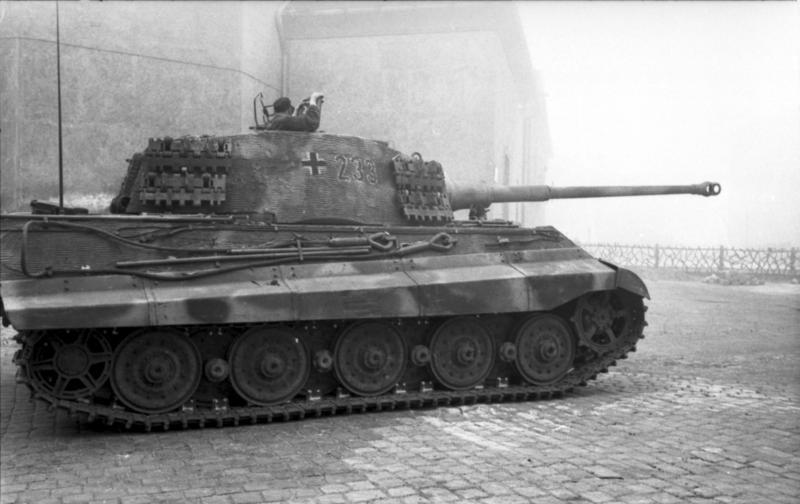
Um Panzer VI na Frente Oriental, em 1944.

A necessidade da sua construção, decorreu das análises feitas pelos oficiais alemães dos tanques soviéticos depois do inicio do conflito em 1941. No caso dos carros médios (como o T-34) optou-se por produzir o tanque Panther, mas no caso dos tanques mais pesados, continuava a existir a possibilidade de os soviéticos conseguirem superar os tanques alemães, como o Tiger I que foi concebido no final da década de 1930, não incluindo por exemplo laterais inclinadas.
A sua blindagem frontal permitia-lhe resistir a média  e longa distância a praticamente todo o arsenal blindado aliado e completamente imune à maioria das armas anti-tanque em meados de 1944. No entanto o seu reduzido número (uma produção total de 489 unidades, chegando-se a atingir uma média de apenas 15 dias para a produção de cada unidade.), o bombardeamento das fábricas pelos aliados, falhas mecânicas, seu peso excessivo e a perda da supremacia aérea levou a que nada influenciasse o resultado final da II Guerra Mundial. Não se encontrava integrado nas divisões Panzer de forma habitual sendo adstrito às mesmas somente em necessidade encontrando-se organizados em batalhões de tanques pesados independentes.
Embora fosse um tanque superior aos T-34 e Shermans utilizados pelos aliados, sua produção, quer pela complexidade do veículo, quer pela deterioração do parque industrial alemão e falta de matérias primas, era reduzida, e portanto a produção em massa dos demais venceu a primazia técnica deste veículo formidável sendo superado por apenas o M26 Pershing, IS-1, IS-2 soviéticos e o famoso tanque britânico Churchill. 
Tinha uma blindagem de 185mm frontal na torre e 150mm no chassi frontal angulado em um ângulo de 45 graus e 80mm nas laterais e traseira (tanto na torre como no chassi). Seu canhão era o 8.8 cm KwK 43 de 88mm,  a Krupp chegou a propor a montagem do canhão KwK 46 L/68 de 105mm como arma principal, sem que para isso fosse necessário adequar o interior da torre, no entanto tanto a Waffenamt (Agência Alemã de Armas do Exército) quanto o núcleo técnico do Heer não aceitaram o canhão.